# Кубок світу з дартсу (PDC)
Кубок світу з дартсу (PDC) — престижний турнір з дартсу серед збірних команд, який був одним з трьох нових турнірів, що були введені в календар PDC в 2010 році. Турнір проводиться у форматі легов.

## Історія
У жовтні 2009 року голова PDC Баррі Хірн оголосив про свій намір купити БДО і вкласти 2 мільйони фунтів стерлінгів у дартс для любителів, але BDO вирішила не приймати цю пропозицію. У своїй заяві Хірн зазначив: «Метою нашої пропозиції до BDO було уніфікувати дартс, і це залишається нашою довгостроковою метою, незважаючи на рішення асоціацій округу BDO». У грудні 2009 року відбувся Кубок Джокі Вілсона.
Після відмови BDO, PDC організував три абсолютно нових турніри на 2010 рік, щоб допомогти розвитку молодіжного та жіночого дартсу: Чемпіонат світу PDC до 21 року, Чемпіонат світу серед жінок та Кубок світу PDC з дартсу.